# KK Null
KK Null, nome d'arte di Kazuyuki Kishino (岸野 一之?, Kishino Kazuyuki) (Tokyo, 13 settembre 1961), è un musicista e compositore giapponese attivo fin dai primi anni '80 nel movimento di matrice post-industriale e sperimentale chiamato Japanoise.

## Biografia
Nacque a Tokyo, in Giappone, il 13 settembre 1961. Inizialmente nato come chitarrista della band di progressive/noise nata nel 1984 e chiamata YBO2, Kishino Kazuyuki utilizzò ben presto una vasta gamma di strumenti: dall'elettronica alla batteria alla voce, dedicandosi anche nel frattempo, alla danza Butō presso Min Tanaka.
Ha poi fondato numerosi gruppi musicali, tra cui gli Absolut Null Punkt conosciuti anche con l'acronimo ANP o il suo progetto più conosciuto, gli Zeni Geva
Tra le collaborazioni vi sono nomi come John Zorn, Yona-Kit, Steve Albini, Boredoms, Seiichi Yamamoto, Jim O'Rourke, Merzbow, Fred Frith, James Plotkin, Keiji Haino, Otomo Yoshihide, Jon Rose, Damian Catera, Atau Tanaka, Zbigniew Karkowski, Z'EV, Alexei Borisov, Earth, Cris X. Noisegate and Philip Samartzis, aprendo anche i concerti dei Sonic Youth e di Mike Patton.
Nella sua carriera KK Null ha prodotto più di 100 album.